# Liste der Nummer-eins-Hits in Italien (1971)
Diese Liste der Nummer-eins-Hits basiert auf den Charts des italienischen Musikmagazins Musica e dischi im Jahr 1971. Es gab in diesem Jahr elf Nummer-eins-Singles und zehn Nummer-eins-Alben.

## Singles
| ← 1970 ← | Liste der Nummer-eins-Hits in Italien (M&D) | Liste der Nummer-eins-Hits in Italien (M&D) | Liste der Nummer-eins-Hits in Italien (M&D)            | 1972 → |
| \| Zeitraum \| Wo. ges. \| Interpret \| Titel Autor(en) \| Zusätzliche Informationen \| \| (Zeitraum, Wochen auf Platz eins, Interpret, Titel, Autor[en], zusätzliche Informationen) \| \| \| \| \| \| ----------------------------------------------------------------------------------------- \| -------- \| ----------------------------- \| ------------------------------------------------------ \| --------------------------------------------------------------------------------------------------------------------- \| \| 49. Woche 1970 – 2. Woche 1971 6 Wochen (insgesamt 6) \| 6 \| Lucio Battisti \| Anna Lucio Battisti, Mogol \| – \| \| 3.–9. Woche 7 Wochen \| 7 \| Massimo Ranieri \| Vent’anni Giancarlo Bigazzi, Enrico Polito, Totò Savio \| Mit diesem Lied gewann Ranieri den Wettbewerb Canzonissima 1970. \| \| 10. Woche 1 Woche \| 1 \| George Harrison \| My Sweet Lord George Harrison \| – \| \| 11.–19. Woche 9 Wochen \| 9 \| Lucio Dalla \| 4 marzo 1943 Paola Pallottino, Lucio Dalla \| Zusammen mit Equipe 84 trat Dalla mit diesem Lied beim Sanremo-Festival 1971 an und konnte dort Platz drei erreichen. \| \| 20.–22. Woche 3 Wochen \| 3 \| Francis Lai and His Orchestra \| Theme from Love Story Francis Lai \| Dem Instrumentalthema aus dem Film Love Story gelang der Sprung an die Chartspitze. \| \| 23.–36. Woche 14 Wochen \| 14 \| Lucio Battisti \| Pensieri e parole Lucio Battisti, Mogol \| – \| \| 37.–45. Woche 9 Wochen \| 9 \| Pooh \| Tanta voglia di lei Valerio Negrini, Roby Facchinetti \| – \| \| 46.–48. Woche 3 Wochen \| 3 \| Bruno Lauzi \| Amore caro, amore bello Lucio Battisti, Mogol \| – \| \| 49. Woche 1 Woche \| 1 \| Pop Tops \| Mamy Blue Hubert Giraud, Phil Trim \| – \| \| 50. Woche 1 Woche \| 1 \| Pooh \| Pensiero Valerio Negrini, Roby Facchinetti \| – \| \| 51. Woche 1971 – 3. Woche 1972 5 Wochen \| 5 \| Lucio Battisti \| La canzone del sole Lucio Battisti, Mogol \| – \| |                                             |                                             |                                                        | |
| ← 1970 |                                             |                                             |                                                        | → 1972 → |
| Zeitraum | Wo. ges.                                    | Interpret                                   | Titel Autor(en)                                        | Zusätzliche Informationen                                                                                             |
| (Zeitraum, Wochen auf Platz eins, Interpret, Titel, Autor[en], zusätzliche Informationen) |                                             |                                             |                                                        | |
| 49. Woche 1970 – 2. Woche 1971 6 Wochen (insgesamt 6) | 6                                           | Lucio Battisti                              | Anna Lucio Battisti, Mogol                             | – |
| 3.–9. Woche 7 Wochen | 7                                           | Massimo Ranieri                             | Vent’anni Giancarlo Bigazzi, Enrico Polito, Totò Savio | Mit diesem Lied gewann Ranieri den Wettbewerb Canzonissima 1970.                                                      |
| 10. Woche 1 Woche | 1                                           | George Harrison                             | My Sweet Lord George Harrison                          | – |
| 11.–19. Woche 9 Wochen | 9                                           | Lucio Dalla                                 | 4 marzo 1943 Paola Pallottino, Lucio Dalla             | Zusammen mit Equipe 84 trat Dalla mit diesem Lied beim Sanremo-Festival 1971 an und konnte dort Platz drei erreichen. |
| 20.–22. Woche 3 Wochen | 3                                           | Francis Lai and His Orchestra               | Theme from Love Story Francis Lai                      | Dem Instrumentalthema aus dem Film Love Story gelang der Sprung an die Chartspitze.                                   |
| 23.–36. Woche 14 Wochen | 14                                          | Lucio Battisti                              | Pensieri e parole Lucio Battisti, Mogol                | – |
| 37.–45. Woche 9 Wochen | 9                                           | Pooh                                        | Tanta voglia di lei Valerio Negrini, Roby Facchinetti  | – |
| 46.–48. Woche 3 Wochen | 3                                           | Bruno Lauzi                                 | Amore caro, amore bello Lucio Battisti, Mogol          | – |
| 49. Woche 1 Woche | 1                                           | Pop Tops                                    | Mamy Blue Hubert Giraud, Phil Trim                     | – |
| 50. Woche 1 Woche | 1                                           | Pooh                                        | Pensiero Valerio Negrini, Roby Facchinetti             | – |
| 51. Woche 1971 – 3. Woche 1972 5 Wochen | 5                                           | Lucio Battisti                              | La canzone del sole Lucio Battisti, Mogol              | – |

## Alben
| ← 1970 ← | Liste der Nummer-eins-Alben in Italien (M&D) | Liste der Nummer-eins-Alben in Italien (M&D) | Liste der Nummer-eins-Alben in Italien (M&D) | 1972 → |
| \| Zeitraum \| Wo. ges. \| Interpret \| Titel \| Zusätzliche Informationen \| \| (Zeitraum, Wochen auf Platz eins, Interpret, Titel, zusätzliche Informationen) \| \| \| \| \| \| ------------------------------------------------------------------------------ \| -------- \| ---------------------------------- \| ------------------------------------------- \| ----------------------------------------------------------------------------------------------------------------------------------------------------------------------------- \| \| 51. Woche 1970 – 2. Woche 1971 4 Wochen (insgesamt 4) \| 4 \| Lucio Battisti \| Emozioni \| – \| \| 3.–10. Woche 8 Wochen \| 8 \| Mina \| Quando tu mi spiavi in cima a un batticuore \| – \| \| 11.–19. Woche 9 Wochen \| 9 \| Stelvio Cipriani \| Anonimo veneziano (Soundtrack) \| Der mit dem Nastro d’argento ausgezeichnete Soundtrack zum gleichnamigen italienischen Film konnte die Nummer eins erreichen. \| \| 20.–23. Woche 4 Wochen \| 4 \| Verschiedene Interpreten \| Love Story (Soundtrack) \| Auch der oscargekrönte Soundtrack zu Love Story von Francis Lai war ein Nummer-eins-Erfolg. \| \| 24.–33. Woche 10 Wochen (insgesamt 15) \| 15 \| Mina \| Del mio meglio \| – \| \| 34.–38. Woche 5 Wochen (insgesamt 7) \| 7 \| Lucio Battisti \| Amore e non amore \| – \| \| 39.–40. Woche 2 Wochen (insgesamt 15) \| 15 \| Mina \| Del mio meglio \| – \| \| 41.–42. Woche 2 Wochen (insgesamt 7) \| 7 \| Lucio Battisti \| Amore e non amore \| – \| \| 43.–45. Woche 3 Wochen (insgesamt 15) \| 15 \| Mina \| Del mio meglio \| – \| \| 46.–47. Woche 2 Wochen \| 2 \| Emerson, Lake and Palmer \| Tarkus \| – \| \| 48. Woche 1 Woche \| 1 \| John Lennon & The Plastic Ono Band \| Imagine \| – \| \| 49.–50. Woche 2 Wochen \| 2 \| Santana \| Santana \| – \| \| 51. Woche 1971 – 9. Woche 1972 11 Wochen \| 11 \| Fabrizio De André \| Non al denaro, non all’amore né al cielo \| Mit seinem fünften Studioalbum, einem Konzeptalbum nach der Gedichtsammlung Spoon River Anthology von Edgar Lee Masters, gelang dem Cantautore sein erstes Nummer-eins-Album. \| |                                              |                                              |                                              | |
| ← 1970 |                                              |                                              |                                              | → 1972 → |
| Zeitraum | Wo. ges.                                     | Interpret                                    | Titel                                        | Zusätzliche Informationen |
| (Zeitraum, Wochen auf Platz eins, Interpret, Titel, zusätzliche Informationen) |                                              |                                              |                                              | |
| 51. Woche 1970 – 2. Woche 1971 4 Wochen (insgesamt 4) | 4                                            | Lucio Battisti                               | Emozioni                                     | – |
| 3.–10. Woche 8 Wochen | 8                                            | Mina                                         | Quando tu mi spiavi in cima a un batticuore  | – |
| 11.–19. Woche 9 Wochen | 9                                            | Stelvio Cipriani                             | Anonimo veneziano (Soundtrack)               | Der mit dem Nastro d’argento ausgezeichnete Soundtrack zum gleichnamigen italienischen Film konnte die Nummer eins erreichen.                                                 |
| 20.–23. Woche 4 Wochen | 4                                            | Verschiedene Interpreten                     | Love Story (Soundtrack)                      | Auch der oscargekrönte Soundtrack zu Love Story von Francis Lai war ein Nummer-eins-Erfolg.                                                                                   |
| 24.–33. Woche 10 Wochen (insgesamt 15) | 15                                           | Mina                                         | Del mio meglio                               | – |
| 34.–38. Woche 5 Wochen (insgesamt 7) | 7                                            | Lucio Battisti                               | Amore e non amore                            | – |
| 39.–40. Woche 2 Wochen (insgesamt 15) | 15                                           | Mina                                         | Del mio meglio                               | – |
| 41.–42. Woche 2 Wochen (insgesamt 7) | 7                                            | Lucio Battisti                               | Amore e non amore                            | – |
| 43.–45. Woche 3 Wochen (insgesamt 15) | 15                                           | Mina                                         | Del mio meglio                               | – |
| 46.–47. Woche 2 Wochen | 2                                            | Emerson, Lake and Palmer                     | Tarkus                                       | – |
| 48. Woche 1 Woche | 1                                            | John Lennon & The Plastic Ono Band           | Imagine                                      | – |
| 49.–50. Woche 2 Wochen | 2                                            | Santana                                      | Santana                                      | – |
| 51. Woche 1971 – 9. Woche 1972 11 Wochen | 11                                           | Fabrizio De André                            | Non al denaro, non all’amore né al cielo     | Mit seinem fünften Studioalbum, einem Konzeptalbum nach der Gedichtsammlung Spoon River Anthology von Edgar Lee Masters, gelang dem Cantautore sein erstes Nummer-eins-Album. |

## Jahreshitparaden
| ← 1970 ← | Liste der Jahres-Nummer-eins-Hits in Italien (M&D) | Liste der Jahres-Nummer-eins-Hits in Italien (M&D)           | Liste der Jahres-Nummer-eins-Hits in Italien (M&D) | 1972 →   |
| \| Singles \| Position# \| Alben \| \| ---------------------------------------------------------------------- \| --------- \| ------------------------------------------------------------ \| \| Pensieri e parole Lucio Battisti Lucio Battisti, Mogol \| 1 \| E fu subito Aznavour Charles Aznavour \| \| Amor mio Mina Lucio Battisti, Mogol \| 2 \| Del mio meglio Mina \| \| Theme from Love Story Francis Lai \| 3 \| Pendulum Creedence Clearwater Revival \| \| Anonimo veneziano Stelvio Cipriani \| 4 \| Anonimo veneziano (Soundtrack) Stelvio Cipriani \| \| My Sweet Lord George Harrison \| 5 \| Emozioni Lucio Battisti \| \| La ballata di Sacco e Vanzetti Joan Baez Joan Baez, Ennio Morricone \| 6 \| Love Story (Soundtrack) Verschiedene Interpreten \| \| Tanta voglia di lei Pooh Valerio Negrini, Roby Facchinetti \| 7 \| A l’amore l’amore quante cose fa fare l’amore Ornella Vanoni \| \| La riva bianca la riva nera Iva Zanicchi Alberto Testa, Eros Sciorilli \| 8 \| La buona novella Fabrizio De André \| \| Eppur mi sono scordato di te Formula Tre Lucio Battisti, Mogol \| 9 \| Amore e non amore Lucio Battisti \| \| We Shall Dance Demis Demis Roussos, Harry Chalkitis, Boris Bergman \| 10 \| Concerto grosso per i New Trolls New Trolls \| |                                                    |                                                              |                                                    |          |
| ← 1970 |                                                    |                                                              |                                                    | → 1972 → |
| Singles | Position#                                          | Alben                                                        |                                                    |          |
| Pensieri e parole Lucio Battisti Lucio Battisti, Mogol | 1                                                  | E fu subito Aznavour Charles Aznavour                        |                                                    |          |
| Amor mio Mina Lucio Battisti, Mogol | 2                                                  | Del mio meglio Mina                                          |                                                    |          |
| Theme from Love Story Francis Lai | 3                                                  | Pendulum Creedence Clearwater Revival                        |                                                    |          |
| Anonimo veneziano Stelvio Cipriani | 4                                                  | Anonimo veneziano (Soundtrack) Stelvio Cipriani              |                                                    |          |
| My Sweet Lord George Harrison | 5                                                  | Emozioni Lucio Battisti                                      |                                                    |          |
| La ballata di Sacco e Vanzetti Joan Baez Joan Baez, Ennio Morricone | 6                                                  | Love Story (Soundtrack) Verschiedene Interpreten             |                                                    |          |
| Tanta voglia di lei Pooh Valerio Negrini, Roby Facchinetti | 7                                                  | A l’amore l’amore quante cose fa fare l’amore Ornella Vanoni |                                                    |          |
| La riva bianca la riva nera Iva Zanicchi Alberto Testa, Eros Sciorilli | 8                                                  | La buona novella Fabrizio De André                           |                                                    |          |
| Eppur mi sono scordato di te Formula Tre Lucio Battisti, Mogol | 9                                                  | Amore e non amore Lucio Battisti                             |                                                    |          |
| We Shall Dance Demis Demis Roussos, Harry Chalkitis, Boris Bergman | 10                                                 | Concerto grosso per i New Trolls New Trolls                  |                                                    |          |